# Chrissie Chau
Chrissie Chau (čínsky 周秀娜) (22. května 1985 Čchao-čou)  je hongkongská herečka a modelka. Její filmová kariéra začala rolí v hororu Womb Ghosts (2009), od té doby se objevila ve více než 20 produkcích v Hongkongu, Číně, Tchaj-wanu a Malajsii.
Získala několik ocenění, včetně ocenění za nejoblíbenější herečku na Yahoo Asia Buzz Awards.

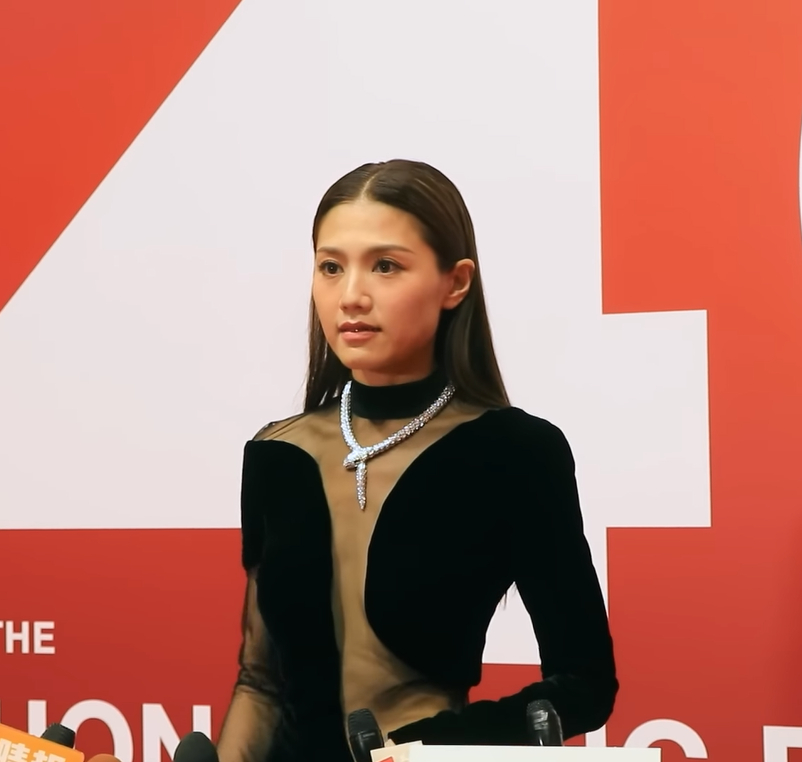
Chrissie Chau (2022)

## Život a kariéra
Chau se narodila 22. května 1985 v Čchao-čou, když jí bylo 10 let přestěhovala se s rodiči do Hongkongu. Ještě v mládí pracovala ve fastfoodové restauraci a také jako prodavačka. S pseudomodelingem začala poté, co v roce 2002 vyhrála titul „Game Girl“ na festivalu komiksů. Také se proslavila jako tvář zeštíhlujícího butiku Slim Beauty, pro který ze sebe v televizní reklamě strhávala oblečení. V roce 2009 vydala limitovanou edici plakátů v životní velikosti se svou podobiznou ve spodním prádle, prodávaných za 560 hongkongských dolarů za kus.
Koncem roku 2009 byla Chrissie Chau pozvána jako host do talk show na Hongkongské univerzitě vědy a technologie v rámci série Knowledge Unlimited. Během rozhovoru s profesorem Li Siu-leungem z Lingnanské univerzity jí byly kladeny filozofické otázky, za jejichž nezodpovězení byla kritizována, přičemž deník The Standard to popsal jako „staromódní útok“. Univerzita byla následně kritizována za výběr modelky do této série.
V roce 2010 hongkongský herec Anthony Wong otevřeně kritizoval a zesměšňoval pseudomodelky, konkrétně Chrissie Chau, a označil je za „blbky“. Související kontroverze vedla k zákazu účasti pseudomodelek na knižním veletrhu.